# Бродвей (линия Кросстаун, Ай-эн-ди)
|   |   |   |   |
| · | · | · | · |

|   |   |   |   |
| · | · | · | · |

«Бродвей» (англ. Broadway) — станция Нью-Йоркского метрополитена, расположенная на линии Кросстаун, Ай-эн-ди. Станция находится на пересечении Бродвея и Юнион-авеню в округе Уильямсберг, Бруклин. На станции останавливается маршрут G (круглосуточно).

## Описание
Станция была открыта 1 июля 1937 года. Представлена двумя боковыми платформами и двумя путями между ними. Стены покрыты белой плиткой с типичной для этой линии тёмно-зелёной декоративной линией. Также имеются мозаики с полным названием станции.
Под декоративной линией есть маленькие чёрные мозаики с названием станции "BROADWAY", выполненным белыми буквами. До недавнего времени на одной из таких мозаик на платформе северного направления вместо "BROADWAY" было написано "BRODAWAY".
После того как в феврале 2009 года газета Daily News сделала репортаж об этом, неправильные буквы были заклеены правильными, но уже в декабре наклейки были удалены.
Колонны станции окрашены в тёмно-зелёный цвет, и на них также имеется название станции в виде чёрных табличек.
Над южным концом станции имеется мезонин с лестницами на каждую платформу. Благодаря ему возможен бесплатный переход между платформами.

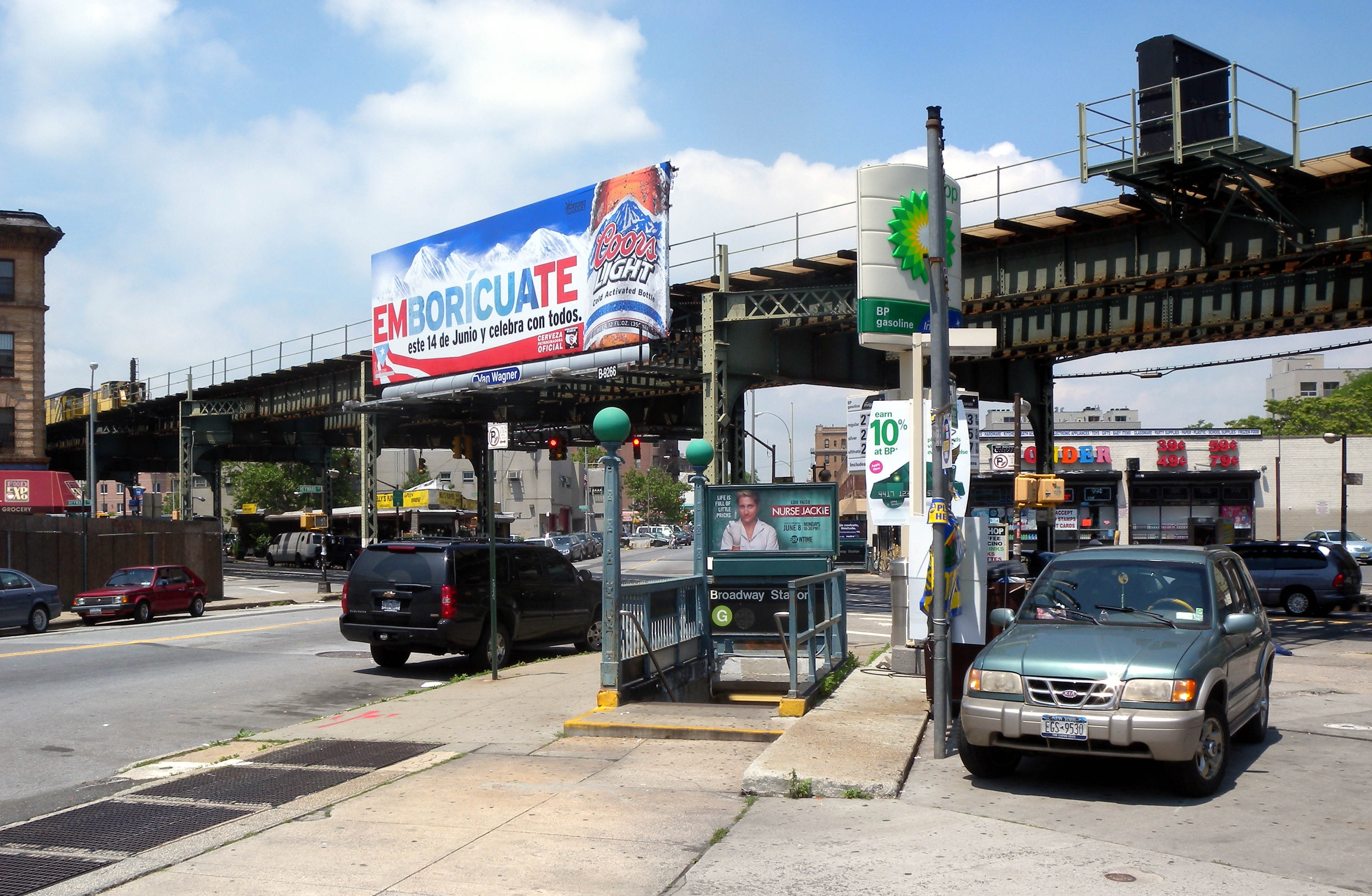
Выход на юго-восточный угол перекрёстка Бродвея и Юнион-авеню. На заднем плане видна эстакада BMT Jamaica Line

Мезонин имеется и над северной половиной, но в настоящее время эта часть закрыта и используется в качестве офисов и складских помещений.  Из мезонина выходят три лестницы: одна на юго-западный угол перекрёстка Бродвея и Хейвард-стрит, а две других - на восточные углы перекрёстка Бродвея и Юнион-авеню. 
В непосредственной близости расположены станции линии Джамейка Лоример-стрит и Хьюс-стрит (маршруты J и M), но бесплатного перехода туда нет.

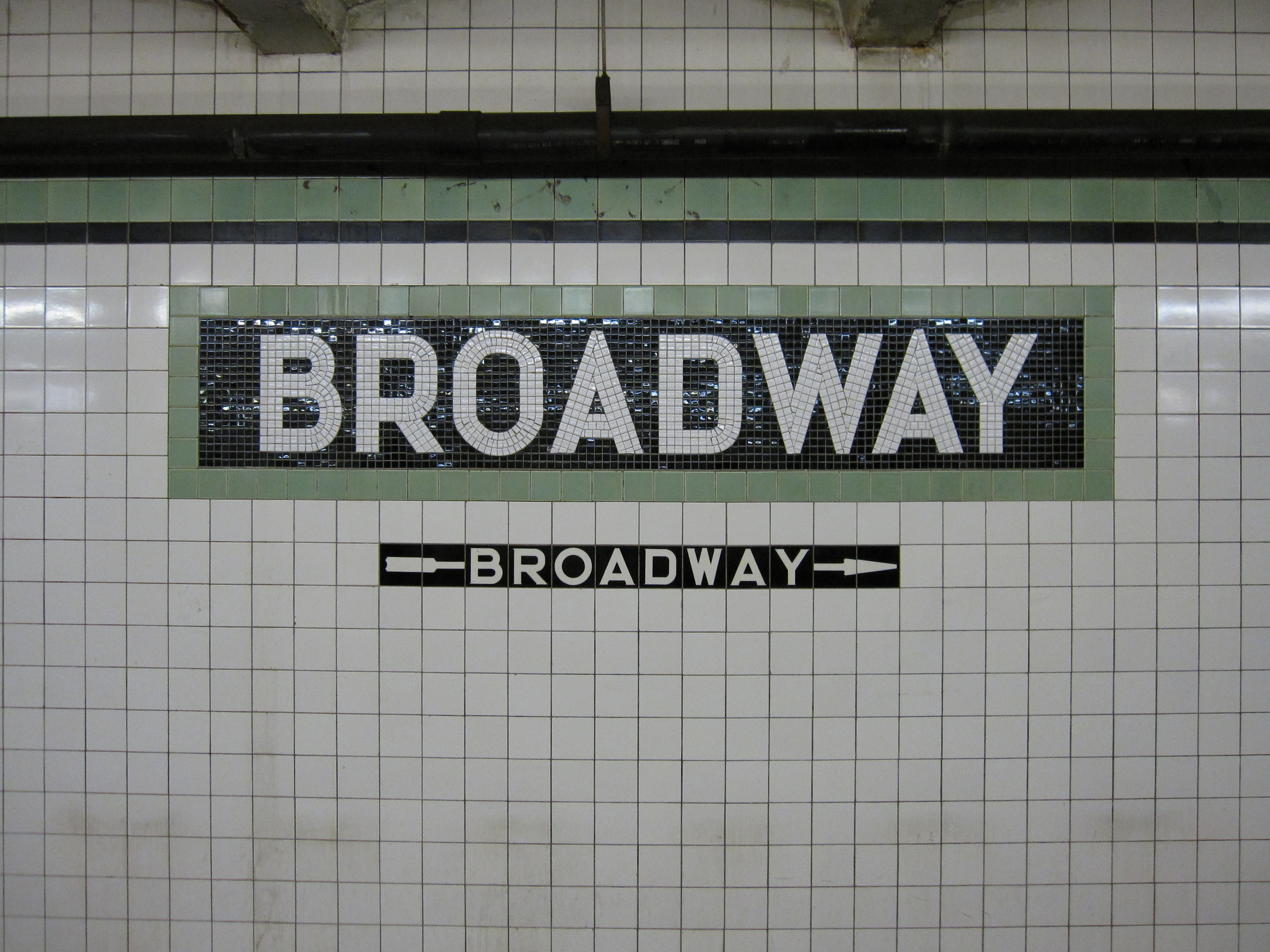
Название станции в виде мозаики
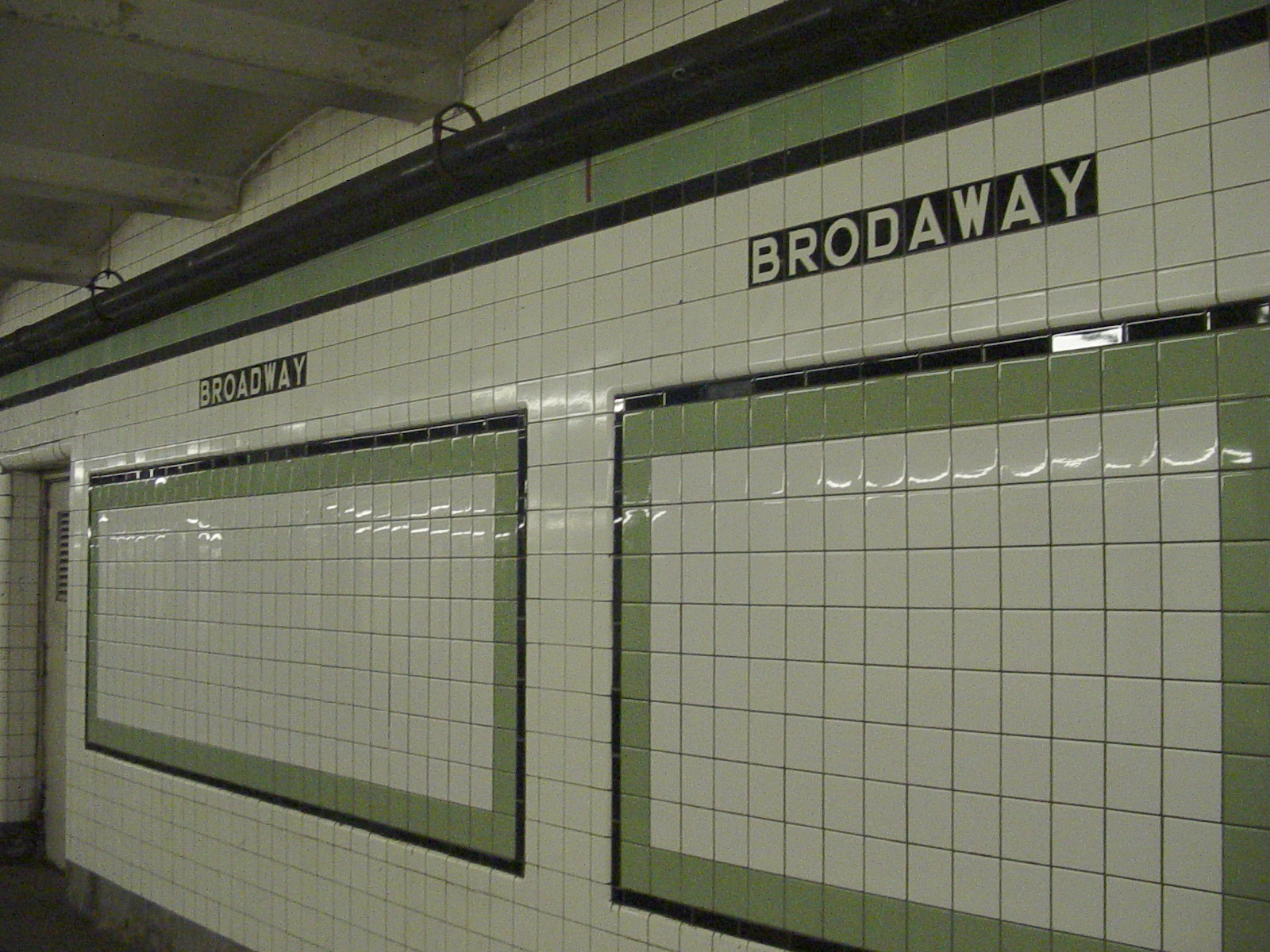
Мозаика с неправильным названием станции
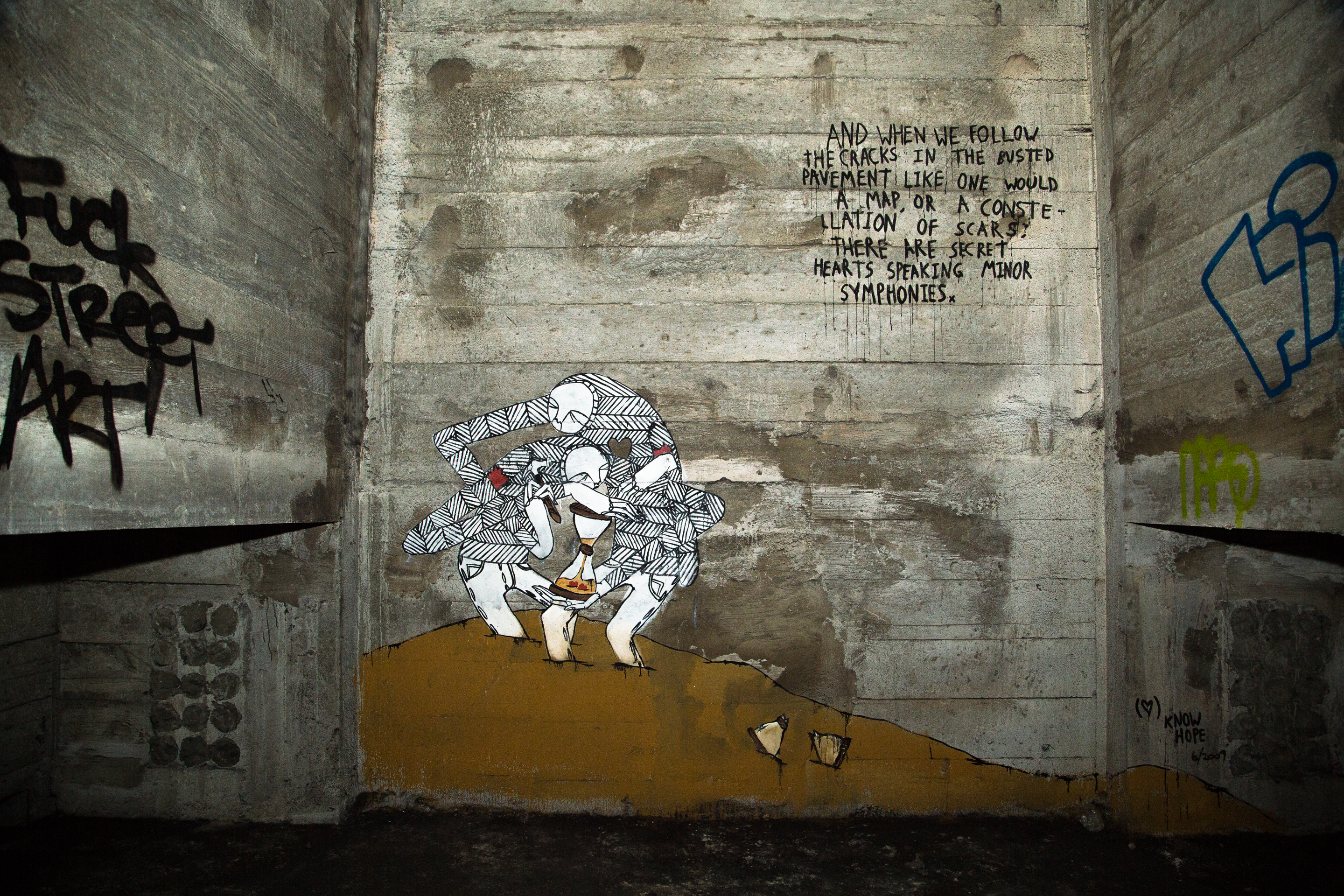
Рисунки уличных художников на недостроенной станции

## Недостроенная станция South Fourth Street
Как уже было сказано, северная часть мезонина используется в качестве склада. Эта закрытая декоративными стенами часть — не что иное, как переход на верхний уровень, где расположена недостроенная станция South Fourth Street. Станция строилась в рамках расширения IND в 1929—1940 годах.
Станция South Fourth Street должна была стать главным пересадочным пунктом с запланированных Worth Street Line и Houston Street Line, которые должны были идти из Манхеттена. Эти линии должны были стать главными линиями, идущими на восток. Одна должна была пойти к запланированной Utica Avenue Line, а вторая — к Myrtle Avenue — Central Avenue Line на полуостров Рокавей.
Станция готова лишь наполовину и представляет собой 4 островных платформы и 6 путей, идентично станции Хойт-стрит — Скермерхорн-стрит. На станции нет ни рельсов, ни освещения, ни отделки и выходов.
В 2010 году десятки уличных художников изрисовали стены заброшенной станции, после чего MTA закрыло доступные проходы к станции.